# Liste von Persönlichkeiten der Stadt Kansas City (Missouri)
Die Liste von Persönlichkeiten der Stadt Kansas City enthält Personen, die in Kansas City im US-Bundesstaat Missouri geboren wurden sowie solche, die in Kansas City ihren Wirkungskreis hatten, ohne hier geboren zu sein. Beide Abschnitte sind jeweils chronologisch nach dem Geburtsjahr sortiert. Die Liste erhebt keinen Anspruch auf Vollständigkeit.

## Söhne und Töchter der Stadt

### 19. Jahrhundert

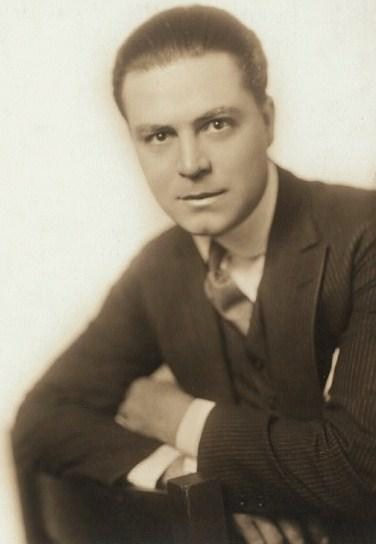
Harrison Ford
(1884–1957)

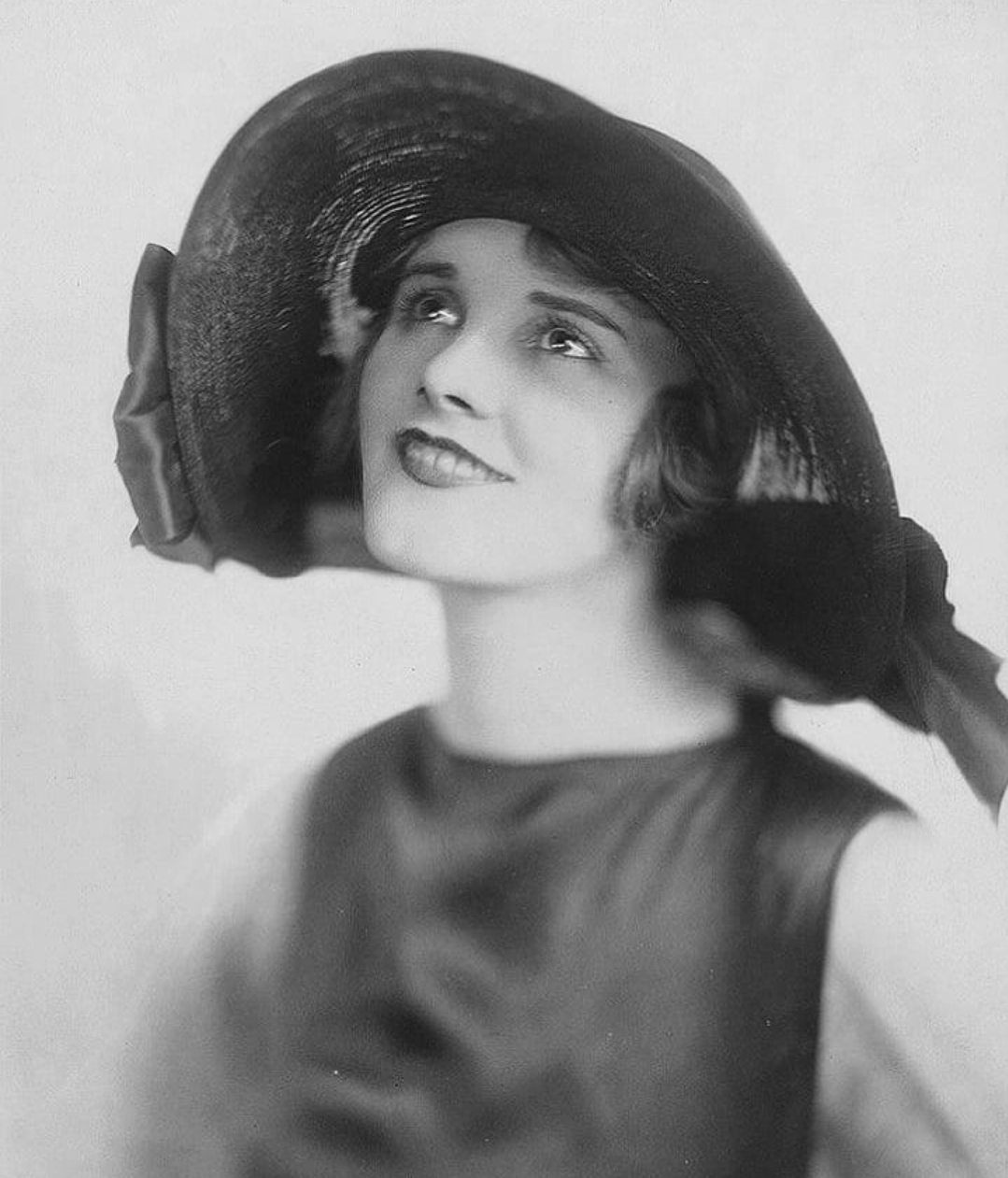
Jeanne Eagels
(1890–1929)

- Ermine Cowles Case (1871–1953), Wirbeltier-Paläontologe
- Tex Rickard (1871–1929), Box-Promoter
- Ralph E. Truman (1880–1962), Generalmajor der United States Army bzw. der Nationalgarde von Missouri
- Noah Beery senior (1882–1946), Schauspieler
- John Hughes (1882–1954), Szenenbildner
- Harrison Ford (1884–1957), Stummfilmschauspieler
- Louis Horst (1884–1964), Pianist, Komponist, Choreograph und Musikpädagoge
- Tom Barry (1885–1931), Drehbuchautor
- Wallace Beery (1885–1949), Schauspieler
- Gene Gauntier (1885–1966), Schauspielerin, Regisseurin und Drehbuchautorin der Stummfilmzeit
- Ernest Palmer (1885–1978), Kameramann
- Courtney Ryley Cooper (1886–1940), Journalist, Schriftsteller, Drehbuchautor und Zirkusclown
- Charles Aman (1887–1936), Ruderer
- Carl Schutte (1887–1962), Radrennfahrer
- Lee Talbott (1887–1954), Leichtathlet und Ringer
- Curtis Mosby (1888–1957), Musiker, Bandleader und Jazzclub-Betreiber
- Ernest Truex (1889–1973), Schauspieler bei Theater, Film und Fernsehen
- Bernhard Hildebrandt Dawson (1890–1960), argentinischer Astronom
- Jeanne Eagels (1890–1929), Film- und Theaterschauspielerin
- Alice Joyce (1890–1955), Schauspielerin
- Martha Betz Shapley (1890–1981), Mathematikerin und Astronomin
- Casey Stengel (1890–1975), Baseballspieler und Manager
- Al Alleborn (1892–1968), Regieassistent
- Carroll Haff (1892–1947), Sprinter
- Oliver T. Marsh (1892–1941), Kameramann
- Ralph Peer (1892–1960), einer der ersten Protagonisten der Country-Musik
- William Tummel (1892–1977), Regieassistent, Oscarpreisträger
- Robert Russell Bennett (1894–1981), Komponist
- Bennie Moten (1894–1935), Jazzpianist und Bandleader
- Virgil Thomson (1896–1989), Komponist
- Virginia Henderson (1897–1996), Krankenschwester
- Leo Watson (1898–1950), Jazzsänger
- George H. Combs (1899–1977), Politiker (Demokratische Partei)
- Ernest Hall Templin (1899–1961), Romanist und Hispanist

### 20. Jahrhundert

#### 1901 bis 1910

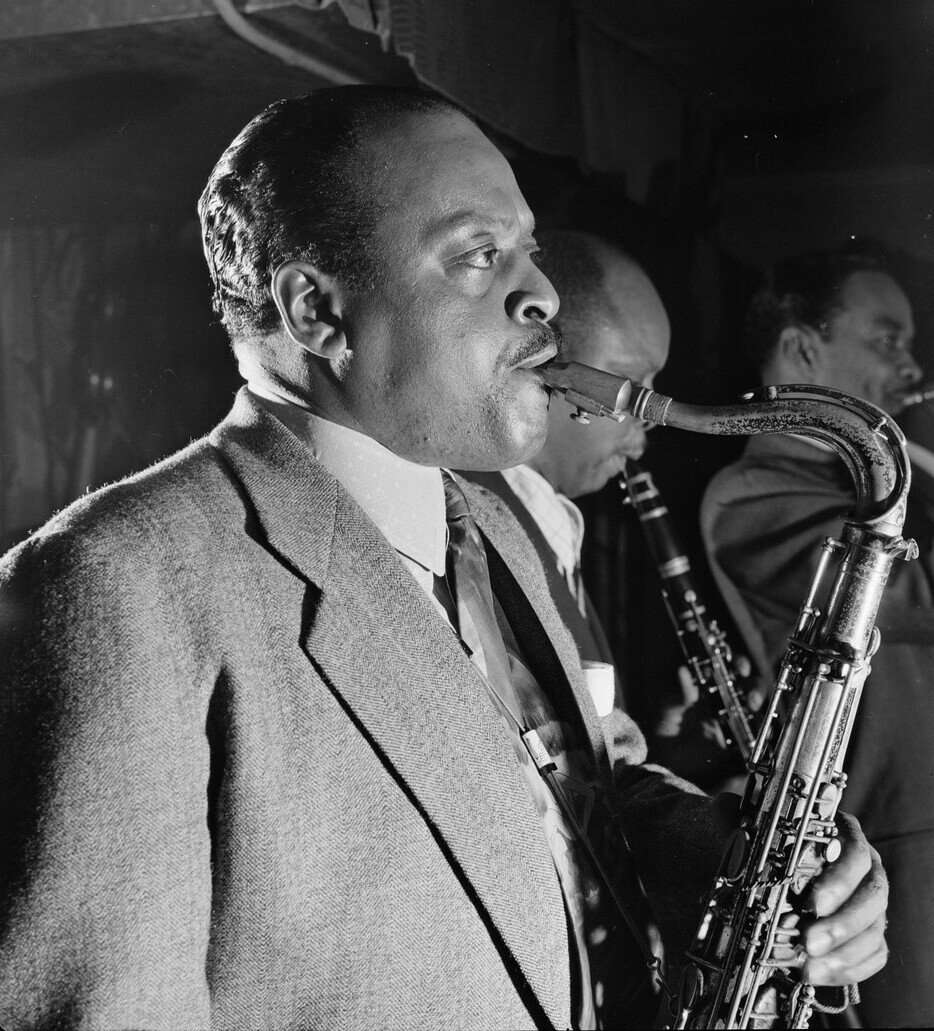
Ben Webster
(1909–1973)

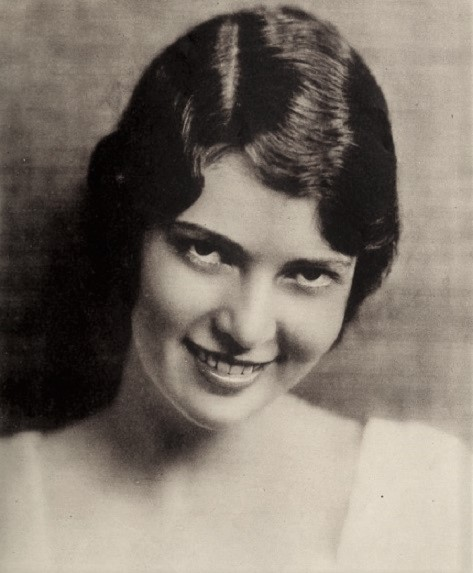
Marguerite Churchill
(1910–2000)

- Ub Iwerks (1901–1971), Trickfilmzeichner und -techniker
- George Boemler (1902–1968), Filmeditor
- Cy Marshall (1902–1974), Automobilrennfahrer
- Harry Stockwell (1902–1984), Schauspieler, Synchronsprecher und Sänger
- Rudolf Ising (1903–1992), Produzent und Regisseur von Trickfilmen
- Newell A. George (1904–1992), Politiker (Demokratische Partei)
- Dorothy B. Hughes (1904–1993), Kriminalschriftstellerin und Literaturkritikerin
- Pete Johnson (1904–1967), Boogie-Woogie-Pianist
- Orville Knapp (1904–1936), Saxophonist und Bigband-Leader
- Richard Plant Bower (1905–1996), kanadischer Botschafter
- Harlan Leonard (1905–1983), Jazzmusiker und Bandleader
- Edgar Snow (1905–1972), Journalist
- Alfred Albert Arraj (1906–1992), Bundesrichter
- Friz Freleng (1906–1995), Cartoonist und Filmproduzent
- Edward Inge (1906–1988), Jazz-Klarinettist und -Saxophonist sowie Arrangeur des Swing
- Evalyn Knapp (1906–1981), Schauspielerin
- Adele Marcus (1906–1995), Pianistin und Musikpädagogin
- Charles McGinnis (1906–1995), Hochspringer und Stabhochspringer
- Eilene Galloway (1906–2009), Politikwissenschaftlerin und Autorin
- Frank Teschemacher (1906–1932), Jazzklarinettist
- Connee Boswell (1907–1976), Blues- und Jazzsängerin und Schauspielerin
- Philip Klutznick (1907–1999), Politiker (Demokratische Partei)
- Louis W. Truman (1908–2004), Generalleutnant der United States Army
- John Paul Scott (1909–2000), Verhaltensgenetiker und -biologe
- Richard Steere (1909–2001), Florettfechter
- Ben Webster (1909–1973), Tenorsaxophonist
- Paul Frank Webster (1909–1966), Jazztrompeter des Swing
- Marguerite Churchill (1910–2000), Schauspielerin
- Pha Terrell (1910–1945), Jazzsänger
- Dorothy Vaughan (1910–2008), Mathematikerin
- William Grey Walter (1910–1977), Neurophysiologe

#### 1911 bis 1920

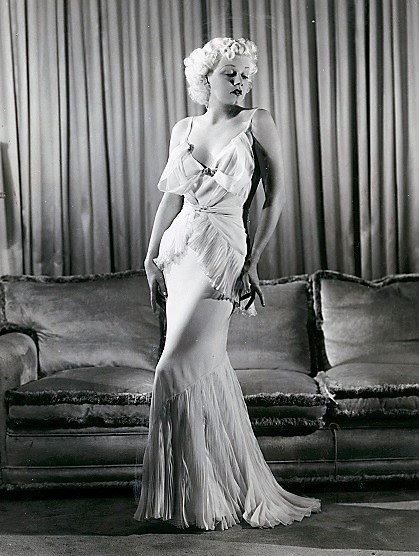
Jean Harlow
(1911–1937)

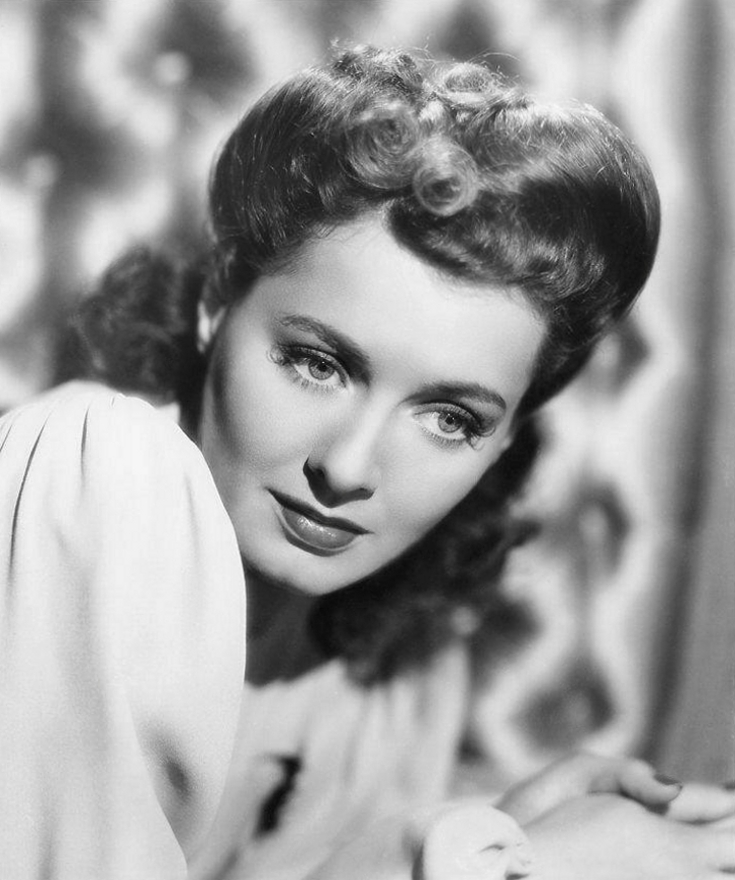
Ellen Drew
(1914–2003)

- Carl B. Allendoerfer (1911–1974), Mathematiker
- Jim Bannon (1911–1984), Schauspieler und Radiomoderator
- Jean Harlow (1911–1937), Schauspielerin
- Daniel Lewis James (1911–1988), Schriftsteller
- Clarence M. Kelley (1911–1997), Regierungsbeamter und Direktor des FBI
- John Paxton (1911–1985), Drehbuchautor
- Big Joe Turner (1911–1985), Blues- und Rock-’n’-Roll-Sänger
- Henry Wilson Allen (1912–1991), Autor
- Nicholas Civella (1912–1983), italo-amerikanischer Mobster der Cosa Nostra und Oberhaupt der „Kansas-City-Familie“
- King Kolax (1912–1991), Jazztrompeter
- Walter J. Ong, SJ (1912–2003), römisch-katholischer Geistlicher, Literaturwissenschaftler und Medientheoretiker
- Oscar Sutermeister (1912–1988), Stadtplaner
- Willis Hawkins (1913–2004), Luftfahrtingenieur bei Lockheed (Hercules)
- Robert Lowery (1913–1971), Schauspieler
- Robert A. Sutermeister (1913–2008), Wirtschaftswissenschaftler
- John L. Throckmorton (1913–1986), General der US Army
- Elizabeth Wilde (1913–2005), Leichtathletin
- Hannes Bok (1914–1964), Künstler und Schriftsteller
- Ellen Drew (1914–2003), Filmschauspielerin
- David Douglas Duncan (1916–2018), Foto- und Kriegsjournalist
- Bill Gulick (1916–2013), Schriftsteller
- Florynce Kennedy (1916–2000), Juristin, Bürgerrechtlerin und Frauenrechtlerin
- Virginia Davis (1918–2009), Kinderdarstellerin und Disney Legend
- Johnny Hicks (1918–1997), Country-Musiker und Moderator
- Robert C. Tucker (1918–2010), Politologe
- Luther Henderson (1919–2003), Komponist und Arrangeur
- Joseph Vincent Sullivan (1919–1982), römisch-katholischer Geistlicher und Bischof von Baton Rouge
- Larry Winn (1919–2017), Politiker (Republikanische Partei)
- Jack L. Benson (1920–2009), Klassischer Archäologe
- Robert L. J. Long (1920–2002), Admiral der US Navy
- John Paxton (1920–2011), US-amerikanischer Schauspieler und Produzent
- Sara Jane Rhoads (1920–1993), Chemikerin

#### 1921 bis 1930

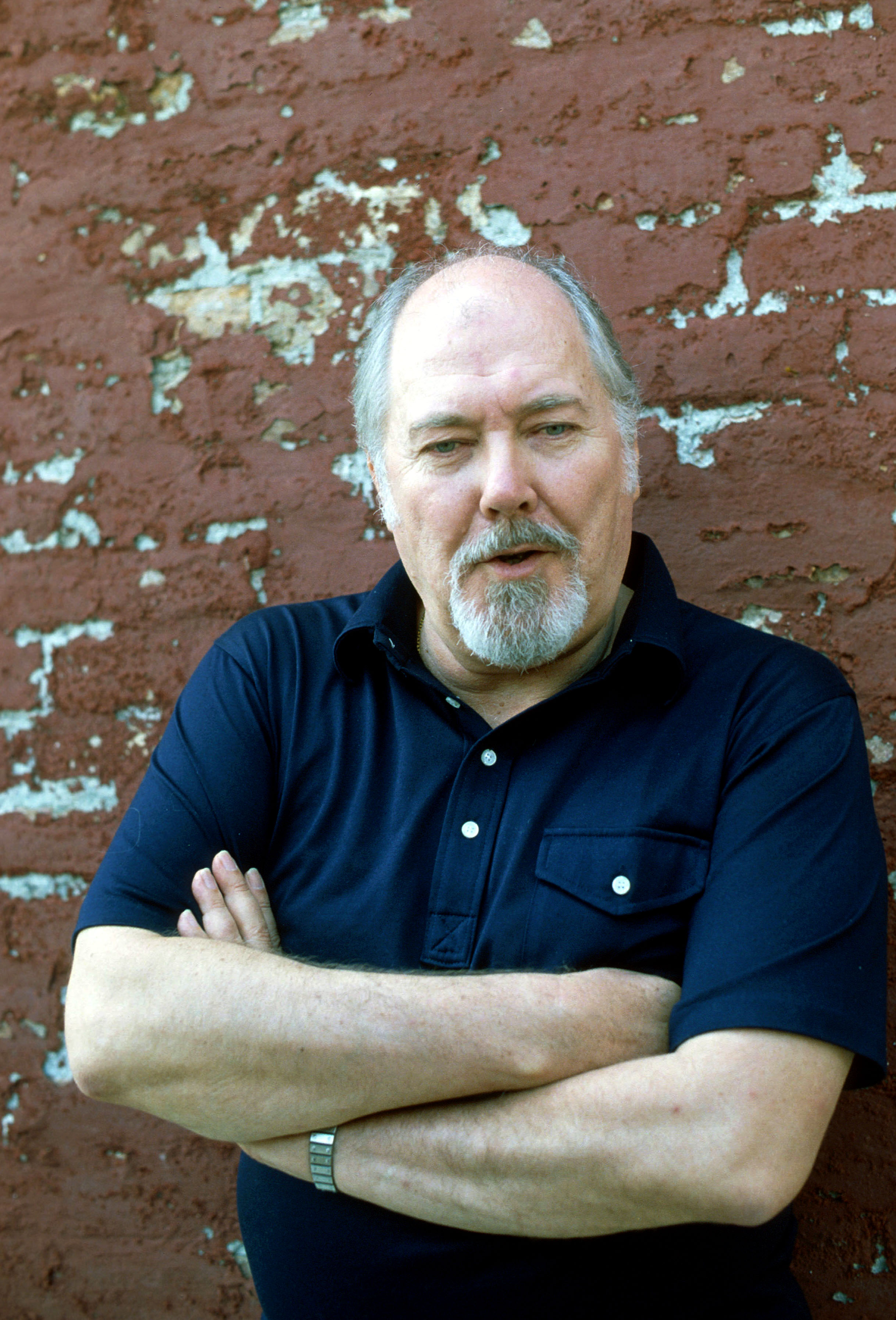
Robert Altman
(1925–2006)

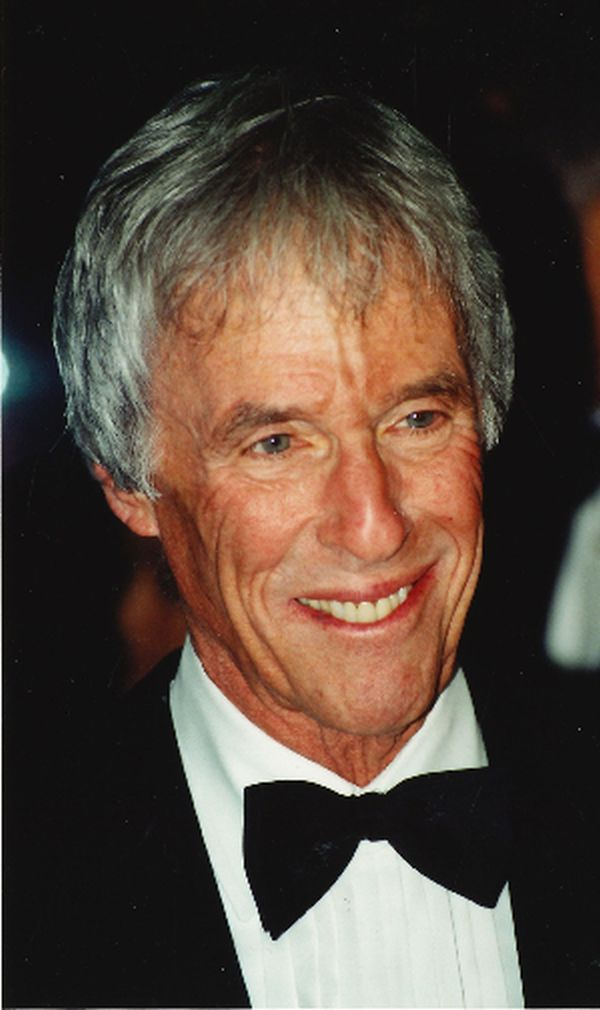
Burt Bacharach
(1928–2023)

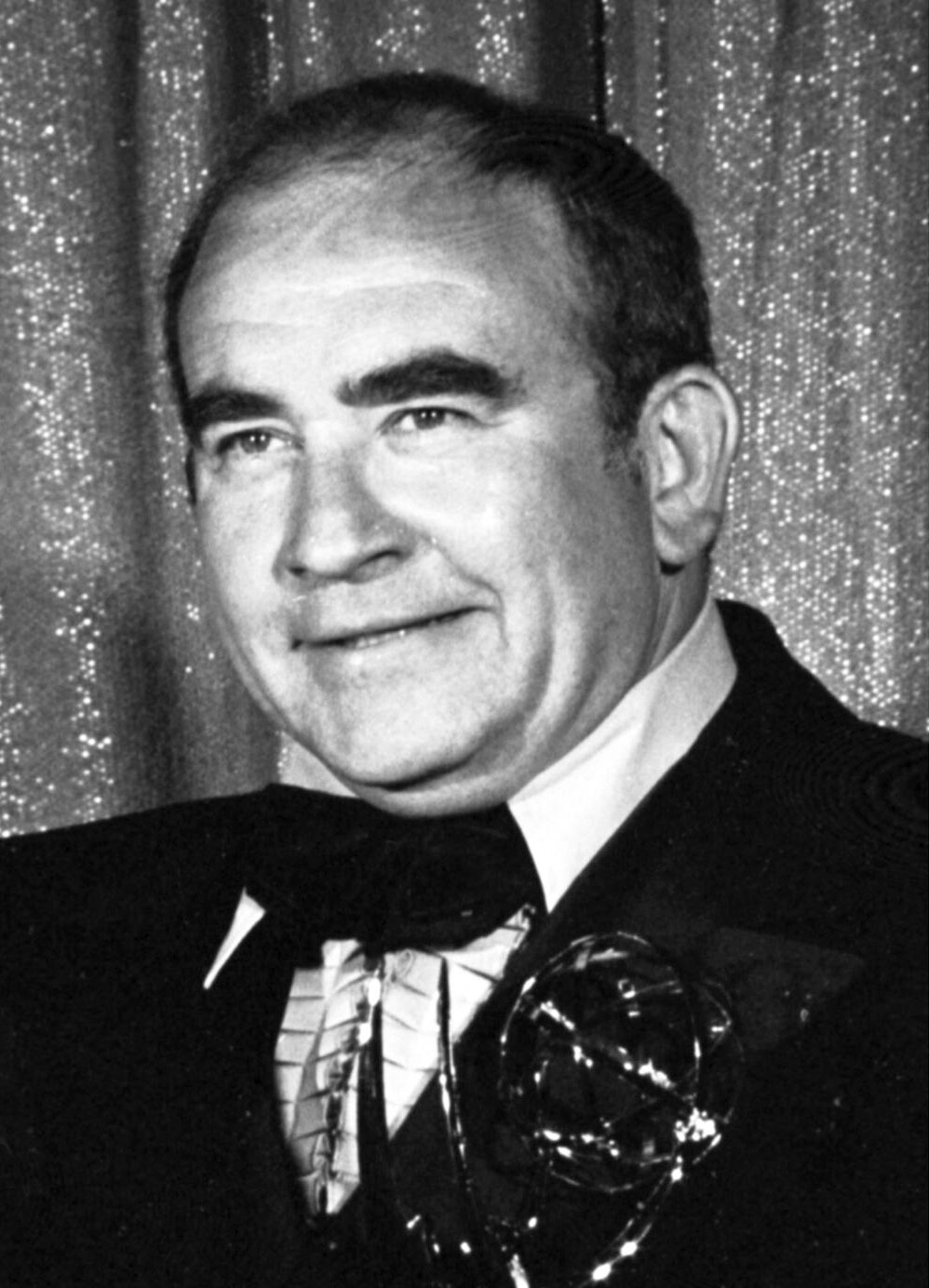
Ed Asner
(1929–2021)

- Frank Lobdell (1921–2013), Maler und Grafiker
- Hall Bartlett (1922–1993), Filmproduzent, Drehbuchautor und Regisseur
- Frank Wess (1922–2013), Jazz-Saxophonist und -Flötist
- James Gunn (1923–2020), Science-Fiction-Autor und -Forscher
- William F. House (1923–2012), Mediziner und Pionier des Cochlea-Implantats
- Paul Jenkins (1923–2012), Maler
- Allan Melvin (1923–2008), Schauspieler und Synchronsprecher in Zeichentrickfilmen
- Richard B. Ogilvie (1923–1988), Politiker (Republikanische Partei)
- Sally Starr (1923–2013), Showmasterin, Sängerin und Radio-Moderatorin
- George Amick (1924–1959), Automobilrennfahrer
- Vincent O. Carter (1924–1983), afroamerikanischer Schriftsteller
- Evan S. Connell (1924–2013), Schriftsteller
- Warren MacKenzie (1924–2018), Keramiker
- David Pines (1924–2018), Theoretischer Physiker
- Robert Altman (1925–2006), Regisseur, Autorenfilmer und Fernsehproduzent
- Harold Ashby (1925–2003), Swing-Tenorsaxophonist und Klarinettist
- Robert Docking (1925–1983), Politiker (Demokratische Partei)
- William Clay Ford senior (1925–2014), Unternehmer
- Francis Clark Howell (1925–2007), Paläoanthropologe
- John R. Opel (1925–2011), Manager in der PC-Branche
- Curtis Counce (1926–1963), Jazzbassist
- Herbert Harris (1926–2014), Politiker (Demokratische Partei)
- Melba Liston (1926–1999), Jazzmusikerin
- Betty Lynn (1926–2021), Schauspielerin
- Billy Mitchell (1926–2001), Jazz-Saxophonist
- Robert G. Bartle (1927–2003), Mathematiker
- Robert Frederick Bennett (1927–2000), Politiker (Republikanische Partei)
- X Brands (1927–2000), Schauspieler
- Frank London Brown (1927–1962), afroamerikanischer Schriftsteller
- Ronald B. Cameron (1927–2006), Politiker (Demokratische Partei)
- Chris Connor (1927–2009), Jazzsängerin
- Emma Lou Diemer (1927–2024), Komponistin und Musikpädagogin
- John Kander (* 1927), Komponist
- Joan Quigley (1927–2014), Astrologin
- Watt W. Webb (1927–2020), Biophysiker
- Norman Wolf (1927–2017), Tierarzt, Pathologe, Hochschullehrer
- Lammar Wright junior (1927–1983), Jazztrompeter
- Burt Bacharach (1928–2023), Pianist und Komponist
- Frank Butler (1928–1984), Jazzschlagzeuger
- William Finnegan (1928–2008), Filmproduzent
- George Kinzie Fitzsimons (1928–2013), Geistlicher und römisch-katholischer Bischof von Salina
- William F. Nolan (1928–2021), Autor von Science-Fiction, Fantasy und Horror
- Tom Troupe (1928–2025), Schauspieler
- Yvette Vickers (1928–2010), Schauspielerin, Sängerin und Playmate
- Red Amick (1929–1995), Automobilrennfahrer
- Ed Asner (1929–2021), Schauspieler sowie Filmproduzent, Synchronsprecher und Menschenrechtsaktivist
- Jimmy Beasley (* 1929/31), Rhythm-&-Blues-Musiker
- Bob Brookmeyer (1929–2011), Jazzmusiker
- Betty Bryant (* 1929), Jazzmusikerin
- William McCaughey (1929–2000), Tontechniker
- Tommy Rall (1929–2020), Schauspieler, Tänzer, Musical- und Opernsänger
- Elmon Wright (1929–1984), Jazztrompeter
- Anthony Civella (1930–2006), Mobster der Cosa Nostra
- Joyce Holden (1930–2022), Schauspielerin
- Charlie Singleton (* ≈1930), Jazz- und Rhythm-&-Blues-Musiker
- Edward Zigler (1930–2019), Entwicklungspsychologe

#### 1931 bis 1940

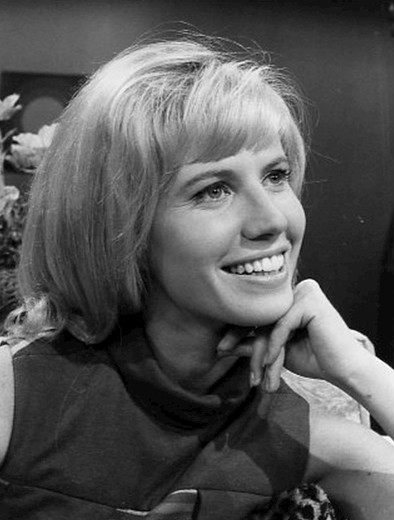
Leslie Charleson
(1945–2025)

- Diane Brewster (1931–1991), Schauspielerin
- Joseph Hubert Hart (1931–2023), römisch-katholischer Geistlicher, Bischof von Cheyenne
- Robert Morris (1931–2018), Bildhauer, Konzeptkünstler und Autor
- Masten Gregory (1932–1985), Rennfahrer
- John H. Jackson (1932–2015), Jurist
- Moishe Rosen (1932–2010), evangelikaler Pastor, Gründer von Jews for Jesus
- Moshe Zemer (1932–2011), führender Rabbiner des Reformjudentums
- Stan Brakhage (1933–2003), Filmregisseur
- Lynn Cohen (1933–2020), Schauspielerin
- Bill Yancey (1933–2004), Jazzbassist und -tubist
- John Ashley (1934–1997), Schauspieler und Sänger
- Jim Mooney (1934–2015), Toningenieur und Jazztrompeter
- Jane Dee Hull (1935–2020), Politikerin (Republikanische Partei)
- John Patton (1935–2002), Hardbop- und Soul-Jazz-Organist
- William Robert Van Cleave (1935–2013), Politikwissenschaftler und Verteidigungs- bzw. Sicherheitsexperte
- William Becklean (* 1936), Ruderer und Olympiasieger
- Robert Getchell (1936–2017), Drehbuchautor
- Joseph P. Teasdale (1936–2014), Politiker (Demokratische Partei)
- Donald Dean (* 1937), Jazzmusiker
- Don Edmonds (1937–2009), Schauspieler, Filmregisseur und -produzent
- Fred W. Glover (* 1937), Mathematiker
- Archie Goodwin (1937–1998), Comicautor, -zeichner und -herausgeber
- Henry Diltz (* 1938), Folkmusiker und Fotograf
- Milo Kearney (* 1938), Historiker
- David Eugene Fellhauer (* 1939), römisch-katholischer Bischof
- John D. Hancock (* 1939), Theater-, Fernseh- und Filmregisseur
- Ed Sanders (* 1939), Beatnik-Poet, Sänger, Aktivist und Autor
- Jimmy Lovelace (1940–2004), Jazzmusiker

#### 1941 bis 1950

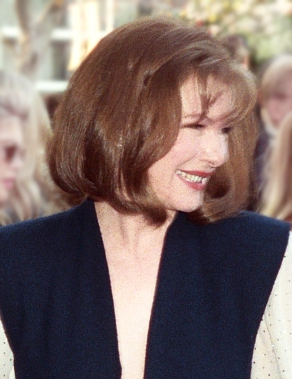
Dianne Wiest
(* 1948)

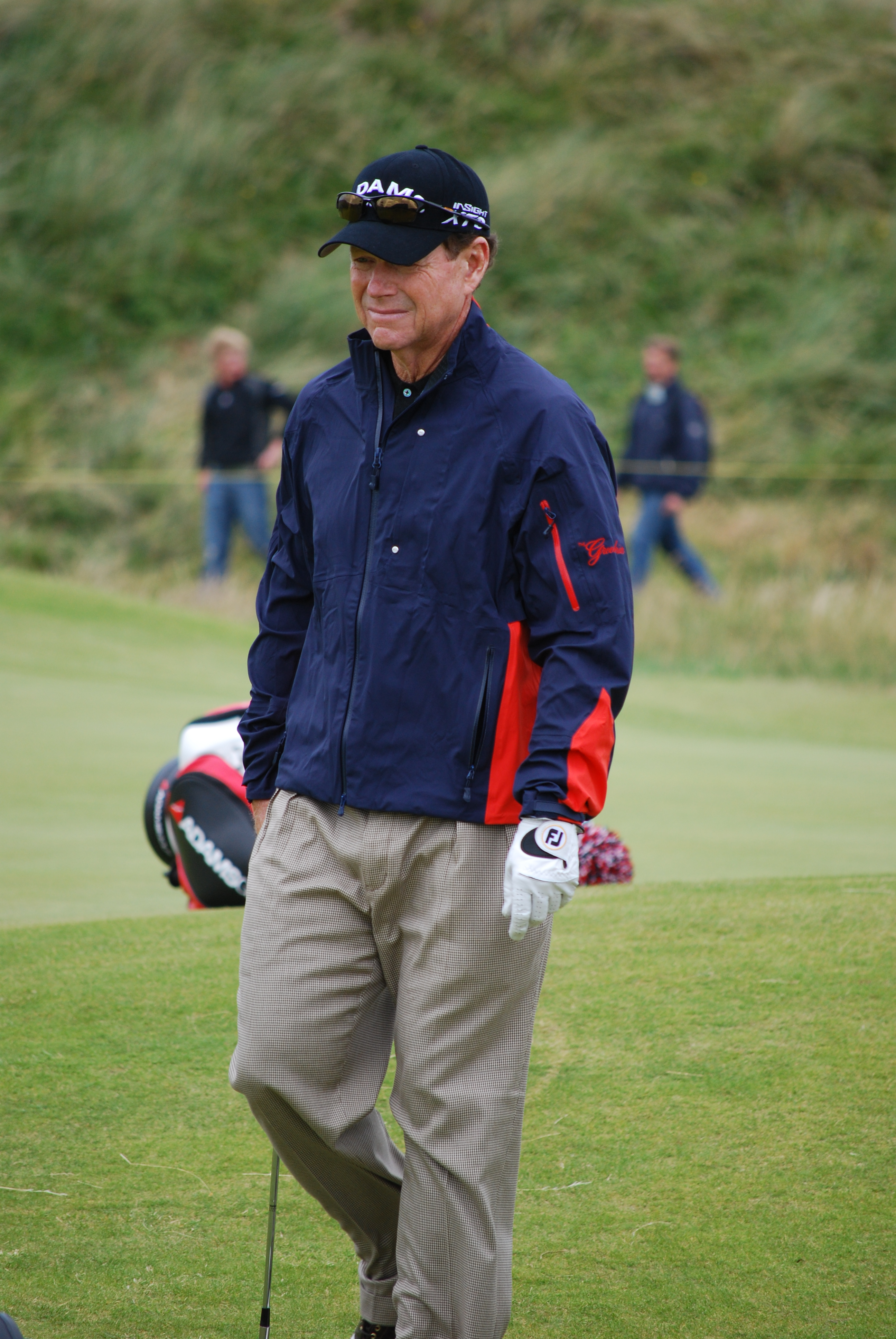
Tom Watson
(* 1949)

- T. Max Graham (1941–2011), Schauspieler
- Richard B. Myers (* 1942), Generalstabschef der USA
- James Rising (1942–2018), Ornithologe
- Howard Rosenberg (* 1942), Filmkritiker und Journalist
- Tommy Ruskin (1942–2015), Jazzschlagzeuger
- Edward Tufte (* 1942), Informationswissenschaftler und Grafikdesigner
- Earl Thomas Coleman (* 1943), Politiker (Republikanische Partei)
- James L. Jones (* 1943), General des Marine Corps und Kommandeur
- Tom Lubensky (* 1943), Theoretischer Festkörperphysiker
- Richard M. Osgood (1943–2023), Optikingenieur und Angewandter Physiker
- James Tate (1943–2015), Dichter und Hochschullehrer
- Lawrence Zalcman (1943–2022), Mathematiker
- Thomas M. Downs (* 1944), Manager und Staatsbediensteter
- Julie Garwood (1944–2023), Autorin von Liebesromanen
- Michael Rosbash (* 1944), Molekular- und Chronobiologe und Nobelpreisträger
- Leslie Charleson (1945–2025), Schauspielerin
- Elaine Joyce (* 1945), Schauspielerin
- Edie McClurg (* 1945), Schauspielerin
- Kip Niven (1945–2019), Schauspieler
- Basil Poledouris (1945–2006), Filmkomponist
- Larry Hart (* 1946), Hammerwerfer
- Stephen Hunter (* 1946), Schriftsteller und Filmkritiker
- Lester Bower (1947–2015), hingerichteter Strafgefangener
- Holmes Osborne (* 1947), Schauspieler
- Ann Peterson (* 1947), Wasserspringerin
- Lisa Steele (* 1947), US-amerikanisch-kanadische Pionierin der Videokunst
- Mary Jo White (* 1947), Rechtswissenschaftlerin
- Dianne Wiest (* 1948), Schauspielerin
- Leslie Feinberg (1949–2014), Autorin und LSBT-Aktivistin
- Stephen Henderson (* 1949), Schauspieler
- Bob Holden (* 1949), Politiker (Demokratischen Partei)
- John Stein (* 1949), Jazzmusiker
- Tom Watson (* 1949), Golflegende
- Christopher Gray (1950–2017), Journalist und Sozialforscher
- Cowboy Bob Orton (* 1950), Wrestler
- Halbert White (1950–2012), Wirtschaftswissenschaftler

#### 1951 bis 1970
- Sandahl Bergman (* 1951), Schauspielerin

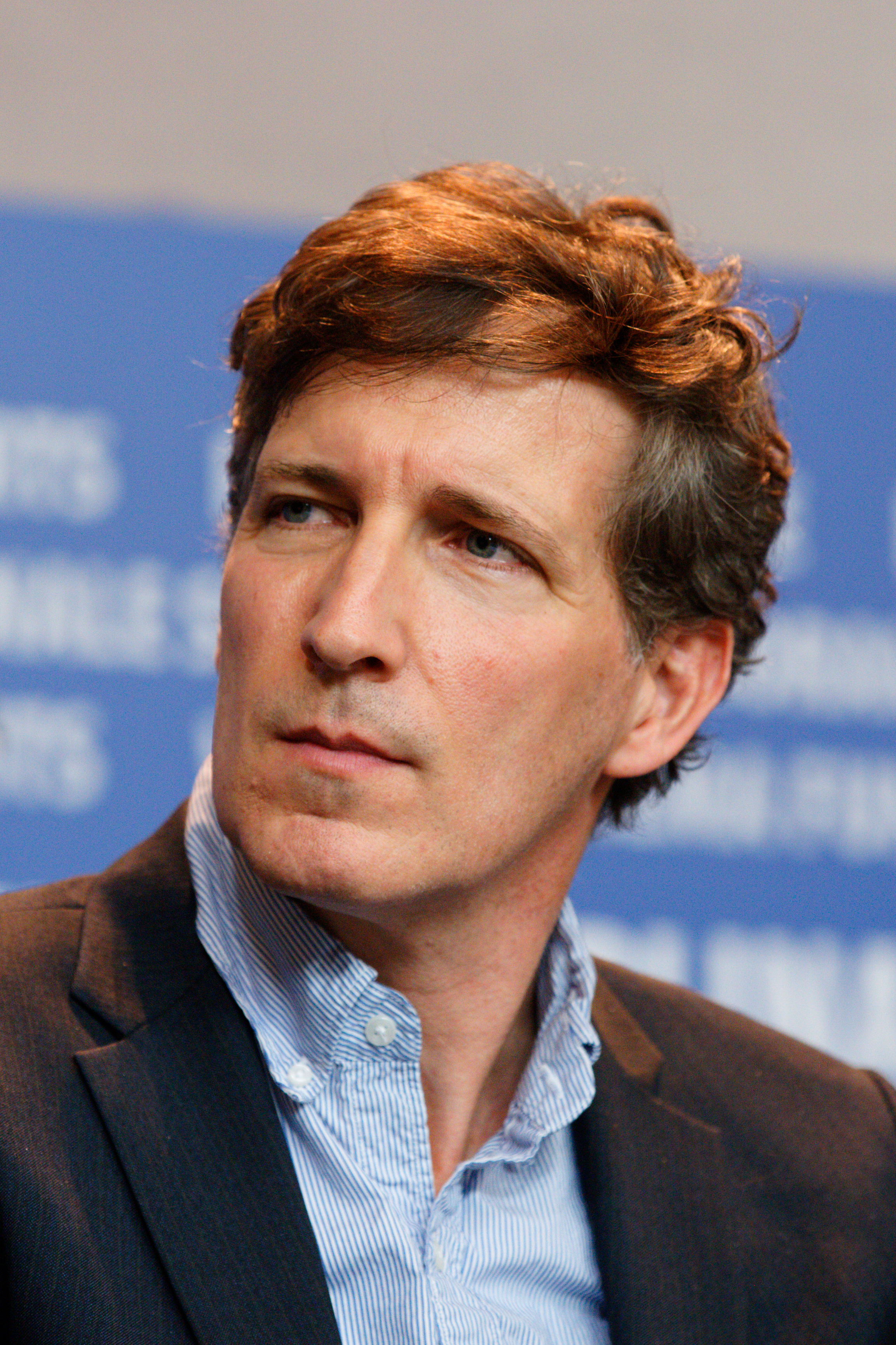
Peter Spears
(* 1965)

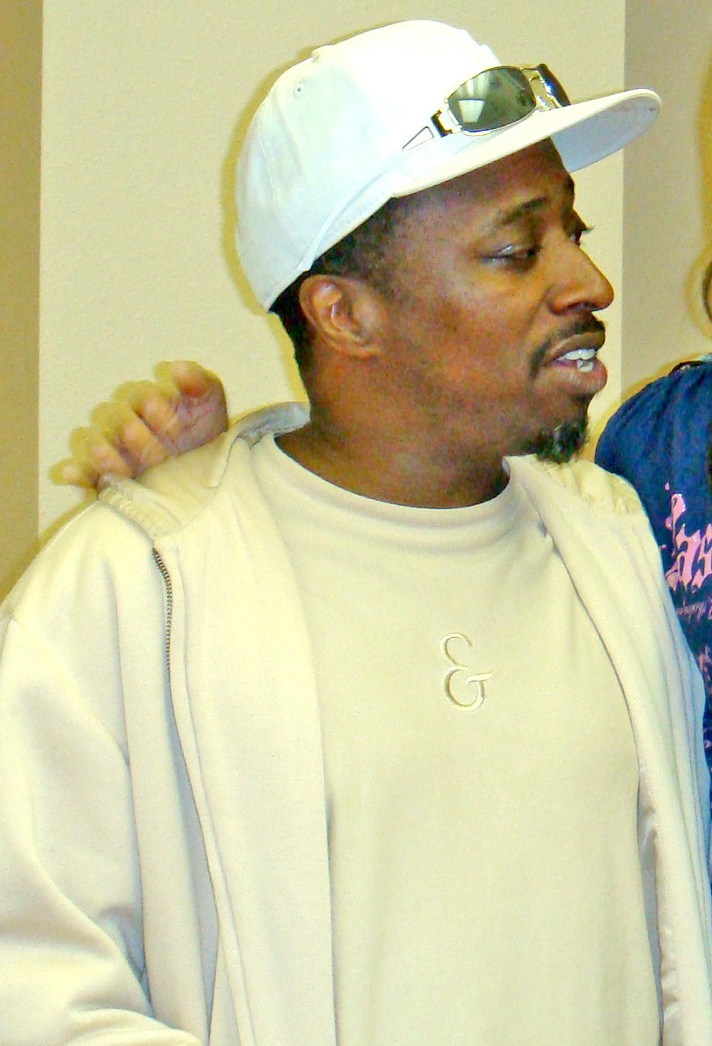
Eddie Griffin
(* 1968)

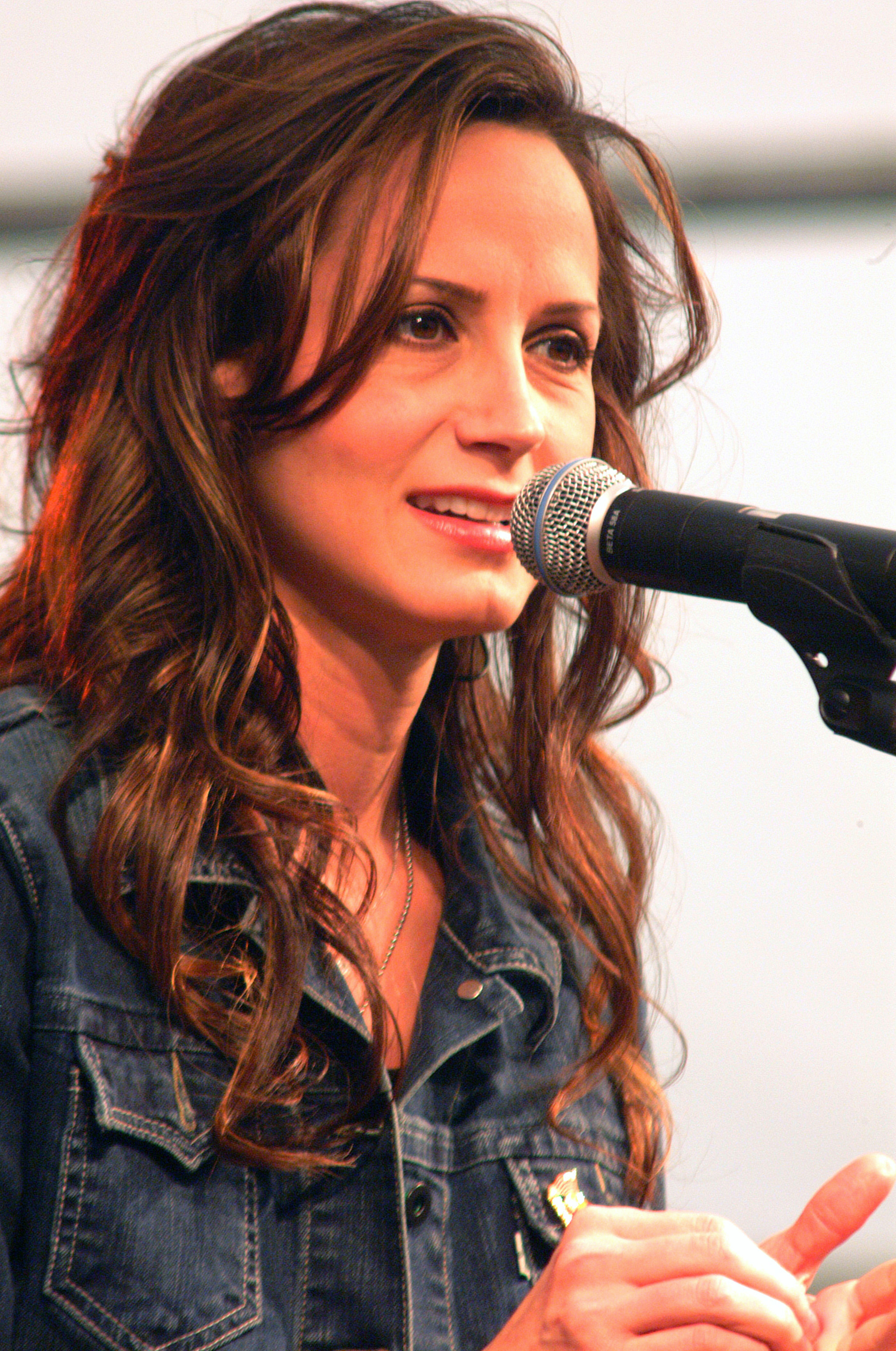
Chely Wright
(* 1970)

- Chris Cooper (* 1951), Schauspieler und Oscarpreisträger
- Lee McBee (1951–2014), Bluessänger und -musiker
- Robin Wayne Bailey (* 1952), Science-Fiction- und Fantasy-Schriftsteller
- Deborah Brown (* ≈1952), Jazzsängerin
- David Todd Courtwright (* 1952), Historiker
- David Dreier (* 1952), Politiker (Republikanische Partei)
- Michael Massee (1952–2016), Schauspieler und Sprecher
- Thomas M. McWilliams (* 1952), Computeringenieur und Informatiker
- William J. Harmless (1953–2014), Theologe
- Lady Bianca (* 1953), Sängerin und Songwriterin
- Jennifer Roberson (* 1953), Autorin und Journalistin
- Esther Takeuchi (* 1953), Chemikerin und Materialwissenschaftlerin
- Marc Thompson (* 1953), Radrennfahrer
- Lisa Brown (1954–2021), Schauspielerin
- Cliff Parsley (* 1954), American-Football-Spieler
- James Douglas Conley (* 1955), Geistlicher und Bischof von Lincoln
- William Goldman (* 1955), Mathematiker
- Michael Koch (* 1955), deutscher Diplomat und Botschafter
- Amy Alcott (* 1956), Profi-Golferin
- Christof Koch (* 1956), Neurowissenschaftler
- Scott Speicher (1957–1991), Kampfpilot der US Navy
- Kevin Mahogany (1958–2017), Jazz- und Bluessänger
- Dan Piraro (* 1958), Cartoonist
- James Zollar (* 1959), Jazztrompeter und Flügelhornist
- Kevin Oldham (1960–1993), Pianist und Komponist
- Chris Pitman (* 1961), Musiker
- Denis O’Hare (* 1962), Schauspieler
- Kate Spade (1962–2018), Designerin
- Scott Tucker (* 1962), Unternehmer, Autorennfahrer und Rennstallbesitzer
- Monique Gabrielle (* 1963), Model, Schauspielerin und Pornodarstellerin
- Don Cheadle (* 1964), Schauspieler
- Thomas Frank (* 1965), Politikberater, Historiker und Journalist
- Alex Graves (* 1965), Fernsehregisseur und -produzent sowie Drehbuchautor
- Peter Spears (* 1965), Schauspieler und Filmproduzent
- Eric M. Smith (* 1965), Viersternegeneral und Commandant des U.S. Marine Corps
- Mancow Muller (* 1966), Radio- und Fernsehmoderator sowie Schauspieler
- Eddie Griffin (* 1968), Stand-up-Comedian und Schauspieler
- Matt Dillahunty (* 1969), atheistischer Aktivist
- Mike Jones (* 1969), American-Football-Spieler
- Wendy Moniz (* 1969), Schauspielerin
- Elana James (* 1970), Sängerin und Violinistin
- Eric Mueller (* 1970), Ruderer
- Jason Wiles (* 1970), Schauspieler, Regisseur und Produzent
- Chely Wright (* 1970), Countrysängerin

#### 1971 bis 2000

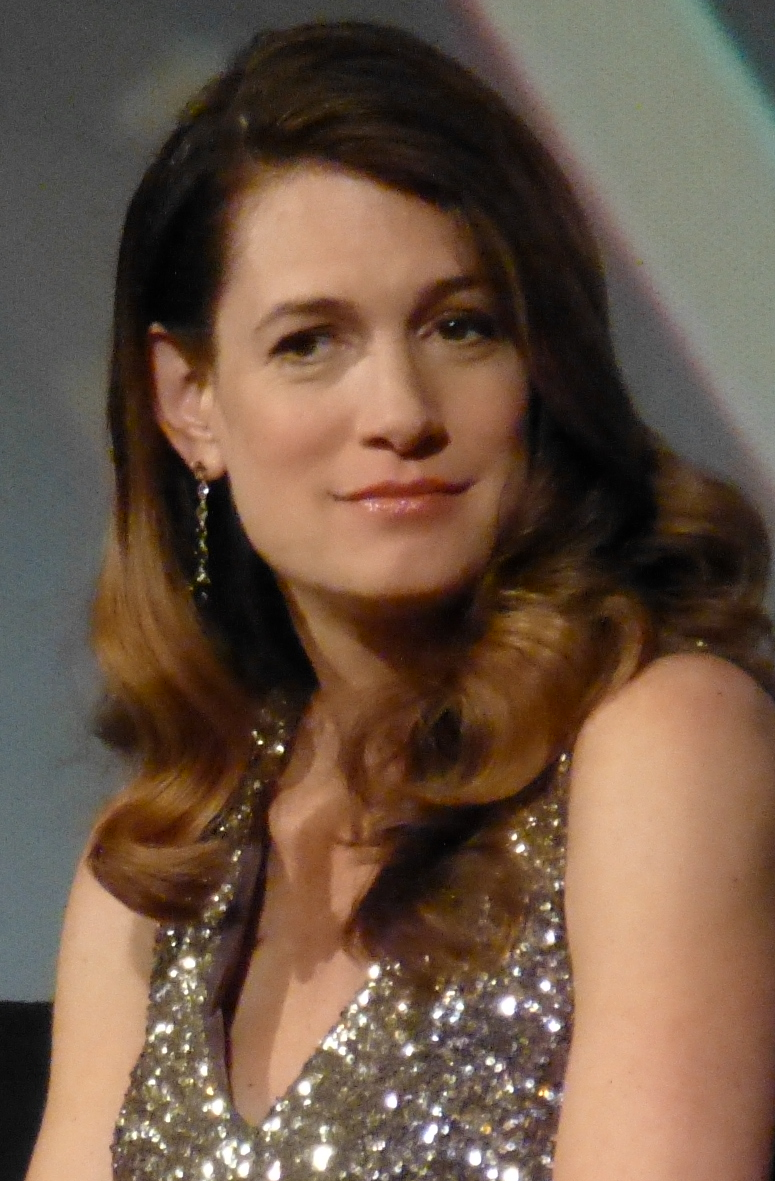
Gillian Flynn
(* 1971)

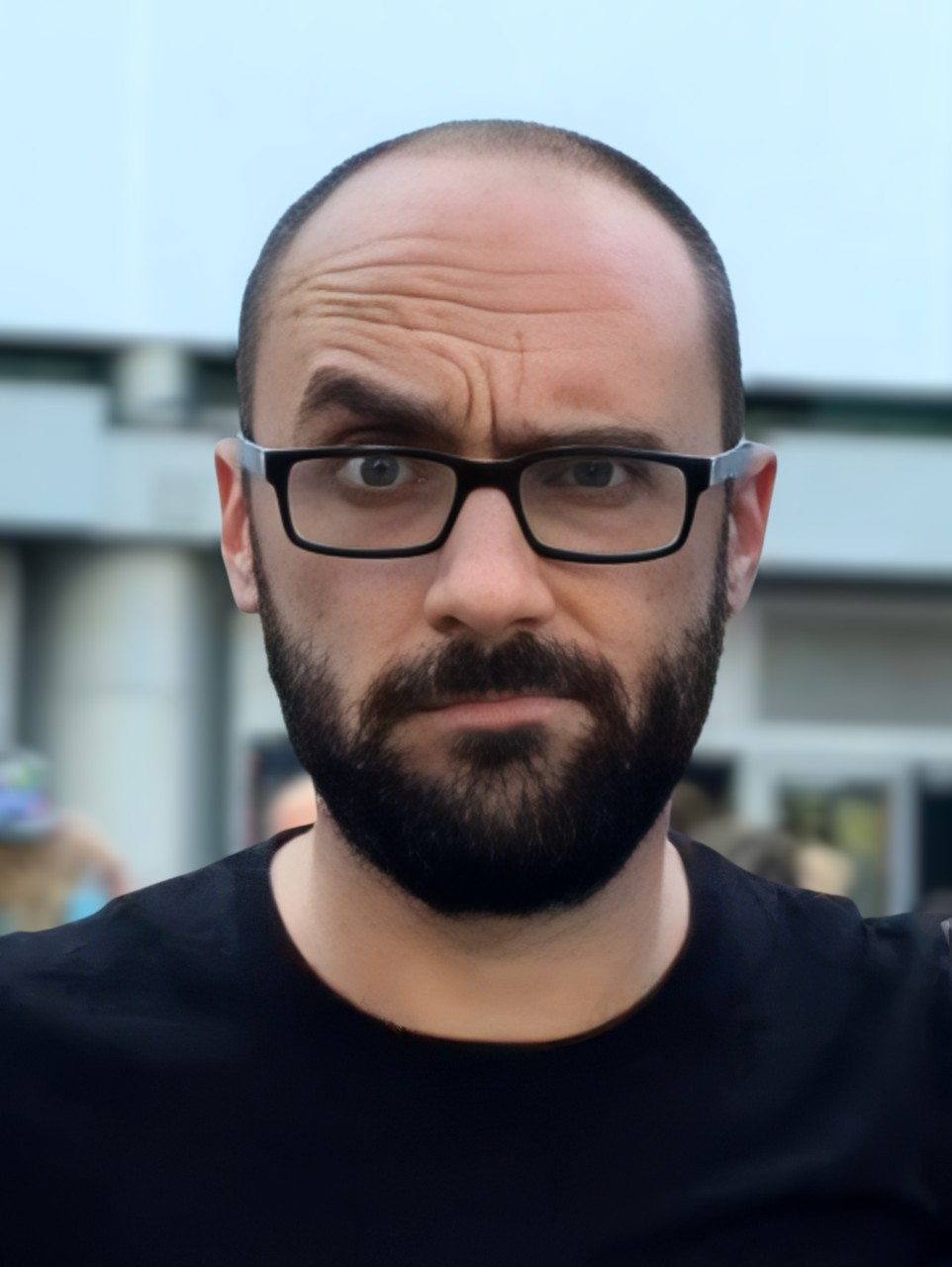
Michael Stevens
(* 1986)

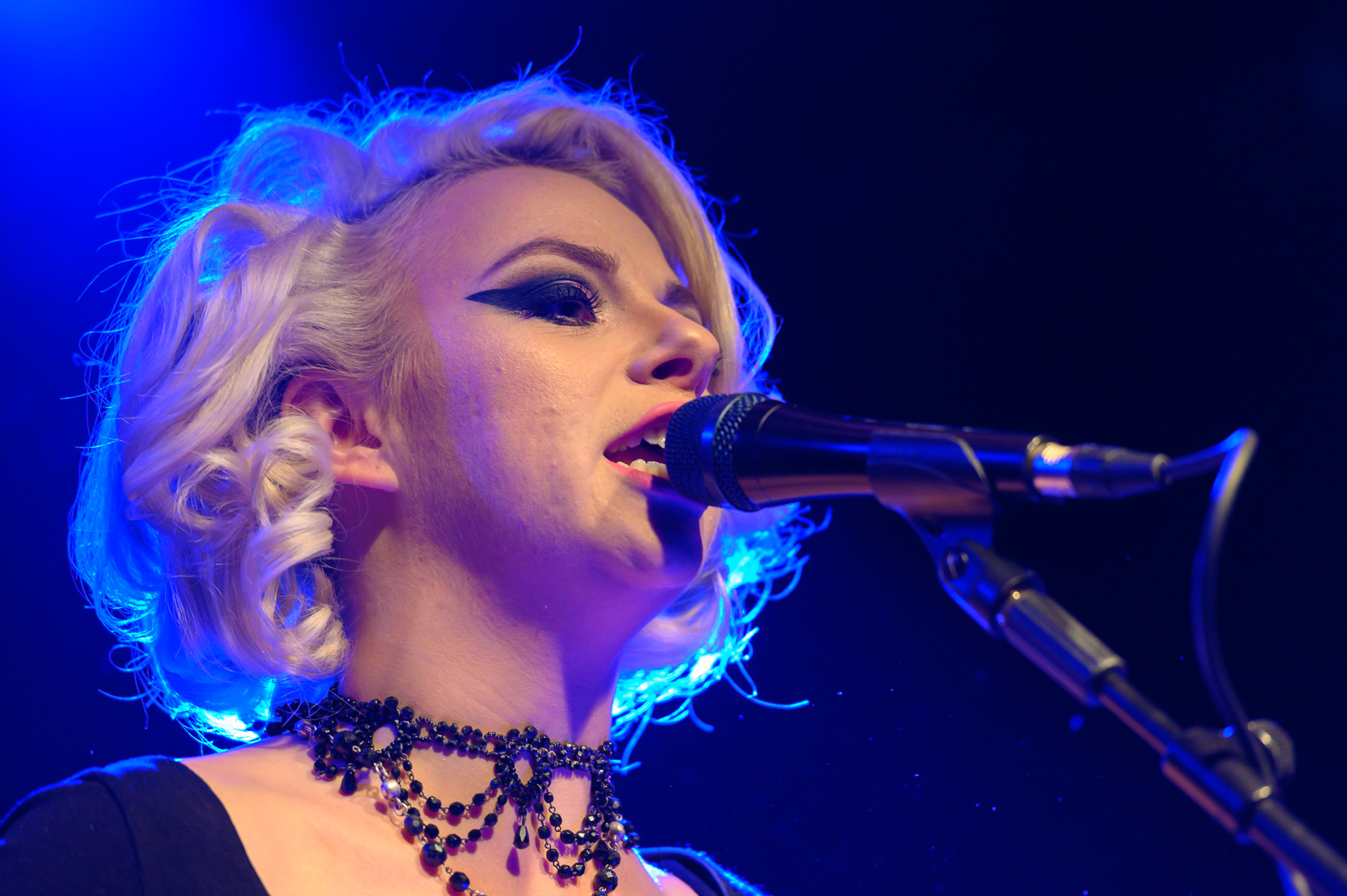
Samantha Fish
(* 1989)

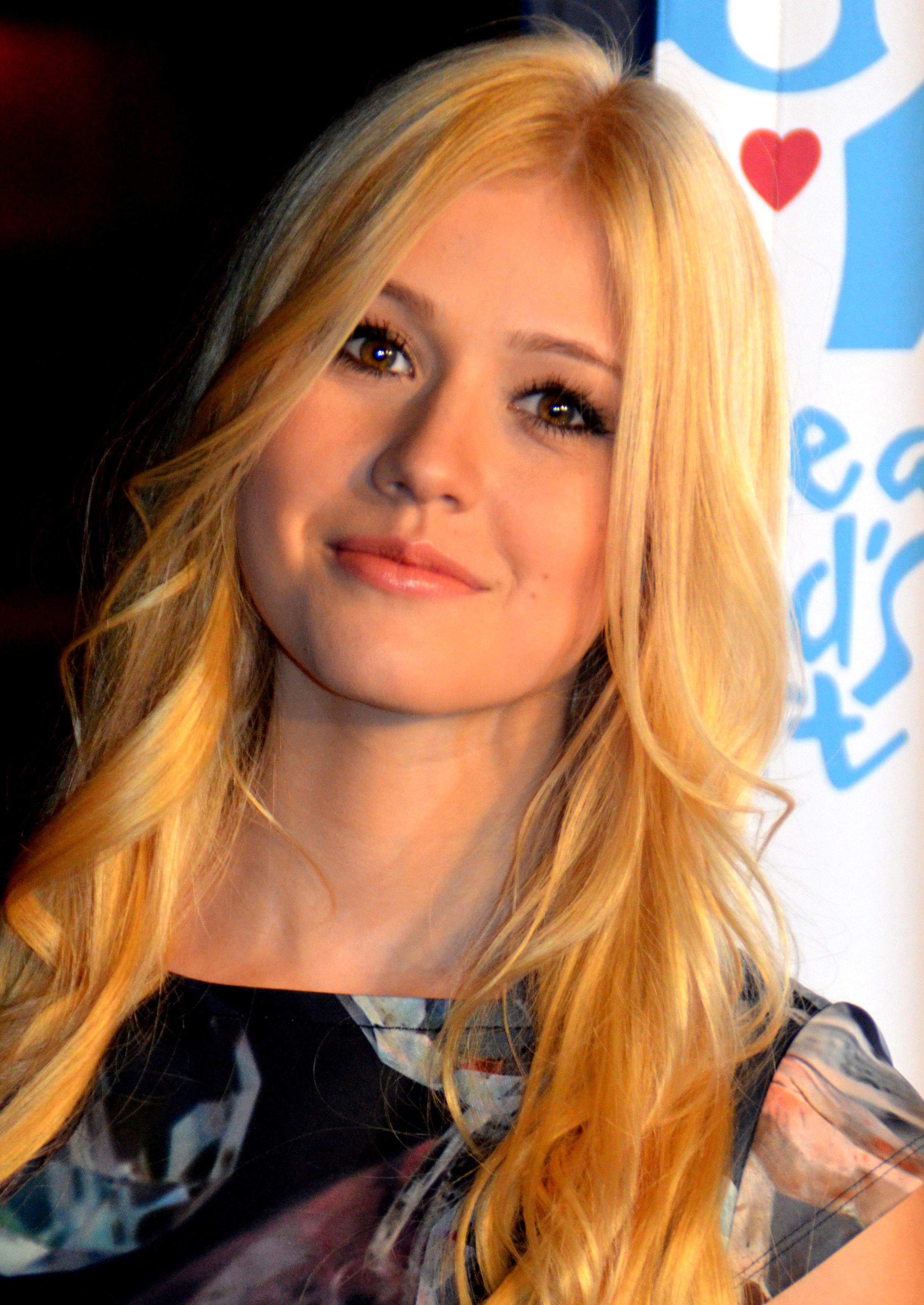
Katherine McNamara
(* 1995)

- Caprice Crawford (* 1971), Schauspielerin, Filmproduzentin und Talentsucherin
- Gillian Flynn (* 1971), Schriftstellerin
- Joseph E. Merideth (* 1971), Animator
- Tech N9ne (* 1971), Rapper
- Jonathan Coachman (* 1972), Journalist, Wrestling-Kommentator und Sportjournalist
- Josh Shapiro (* 1973), Politiker
- Randie Carver (1974–1999), Profiboxer
- Tim Harden (* 1974), Leichtathlet
- Krizz Kaliko (* 1974), Rapper und Sänger
- Brian Myers (* 1974), Basketballspieler
- Janie Wagstaff (* 1974), Schwimmerin und Olympiasiegerin
- Josh Earnest (* 1975), Politikwissenschaftler
- Nathan Darrow (* 1976), Schauspieler
- Joey Porter (* 1977), American-Football-Spieler
- Curtis Bobb (* 1978), Basketballspieler
- Tomas Young (1979–2014), Veteran des Irakkriegs und Kriegsversehrter
- Erron Jay (* 1980), Schauspieler, Synchronsprecher und Sänger
- Ellie Kemper (* 1980), Schauspielerin
- Logan Richardson (* 1980), Jazzmusiker
- Jennifer Hopkins (* 1981), Tennisspielerin
- Tommy Hottovy (* 1981), Baseballspieler
- Shaun Marcum (* 1981), Baseballspieler und Pitcher
- Misty Copeland (* 1982), Balletttänzerin
- Columbus Short (* 1982), Schauspieler und Choreograf
- Hollie Stevens (1982–2012), Pornodarstellerin
- Danielle Nicole (* 1983), Bluesbassistin und -sängerin
- Adib Khorram (* 1984), Grafikdesigner und Jugendbuchautor
- Brandon Rush (* 1985), Basketballspieler
- Chad Beyer (* 1986), Radrennfahrer
- James Mackey (* 1986), professioneller Pokerspieler
- Michael Stevens (* 1986), Webvideoproduzent und Betreiber eines YouTube-Kanals
- Dane Watts (* 1986), Basketballspieler
- Katie Kelly (* 1987), Fußballspielerin und -trainerin
- Lauren Fowlkes (* 1988), Fußballspielerin
- Josh Freeman (* 1988), American-Football-Spieler
- Kevin Morby (* 1988), Singer-Songwriter
- Ashleigh Murray (* 1988), Sängerin und Schauspielerin
- Vernon Turner (* 1988), Hochspringer
- Samantha Fish (* 1989), Blues- und Country-Gitarristin und Sängerin
- Ross Forte (* 1989), Schauspieler
- Michael Dixon (* 1990), amerikanisch-georgischer Basketballspieler
- Mason Finley (* 1990), Diskuswerfer
- Mark Alt (* 1991), Eishockeyspieler
- Dexter McDonald (* 1991), American-Football-Spieler
- Sean Shelton (* 1991), American-Football-Spieler
- Maegan Kelly (* 1992), Fußballspielerin
- Jalen Collins (* 1993), American-Football-Spieler
- Shane Ray (* 1993), American-Football-Spieler
- Eladio Carrión (* 1994), Reggaeton-Sänger
- Ish Wainright (* 1994), Basketballspieler
- Katherine McNamara (* 1995), Schauspielerin und Sängerin
- Bobb’e J. Thompson (* 1996), Schauspieler und Rapper
- Landry Shamet (* 1997), Basketballspieler
- Quincy Hall (* 1998), Sprinter
- Devin Lloyd (* 1998), American-Football-Spieler
- Christopher Nilsen (* 1998), Stabhochspringer

### 21. Jahrhundert
- Bebe Wood (* 2001), Schauspielerin
- Hala Finley (* 2009), Kinderdarstellerin

## Berühmte Einwohner der Stadt

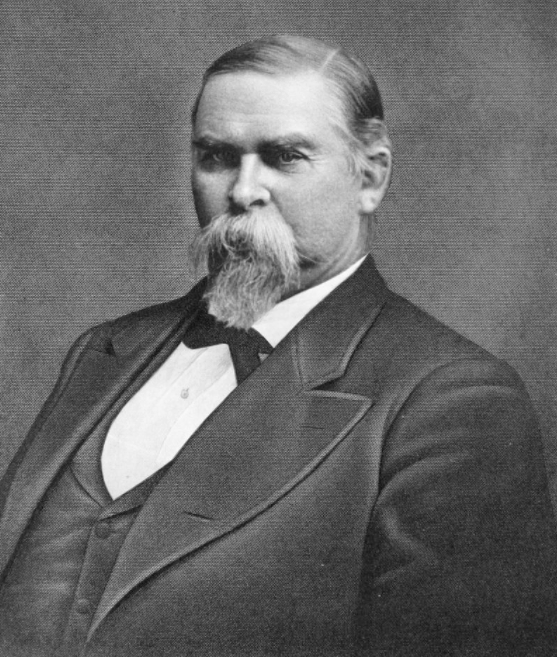
John William Reid
(1821–1881)

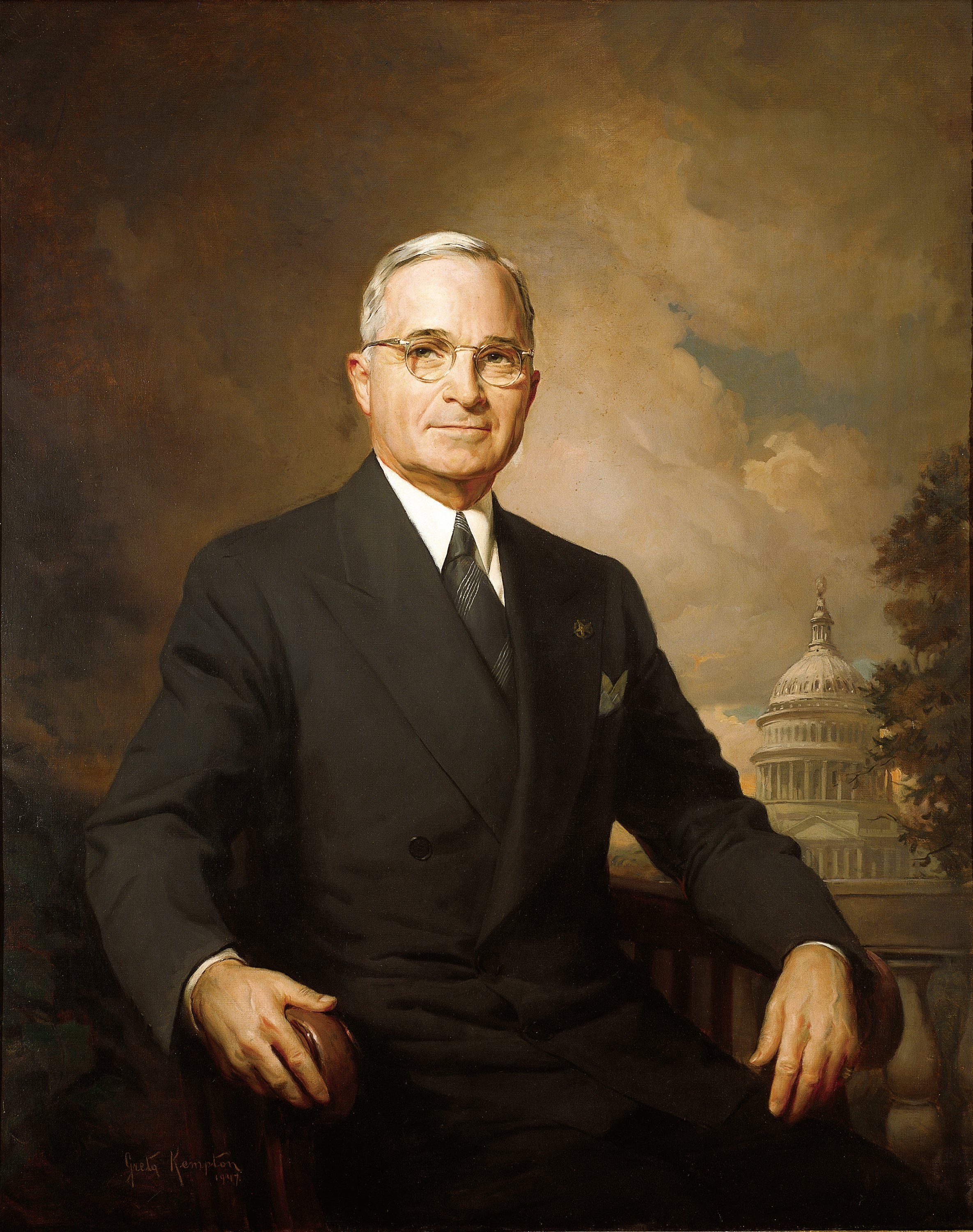
Harry S. Truman
(1884–1972)

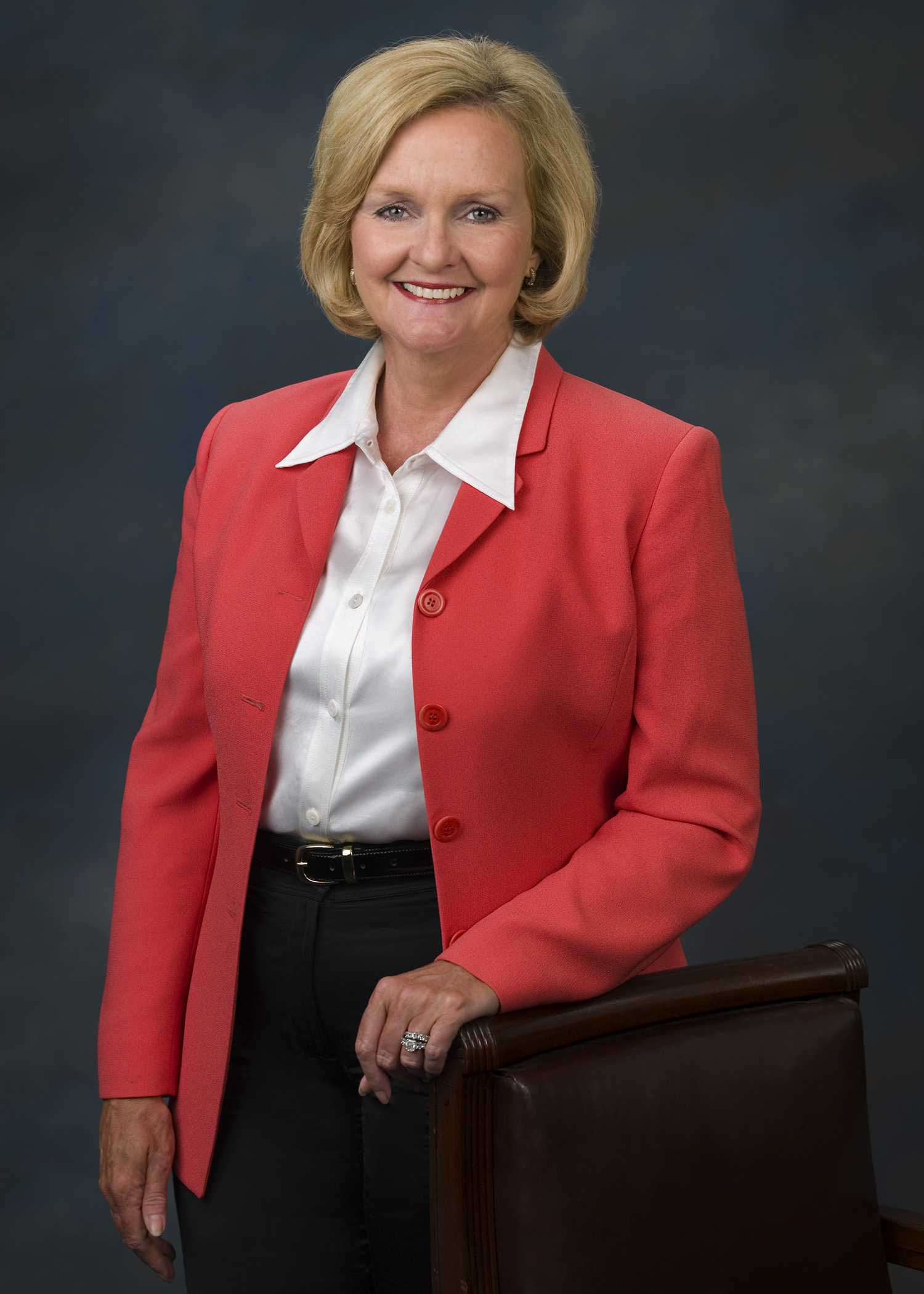
Claire McCaskill
(* 1953)

- François Chouteau (1797–1838), offiziell erster europäischer Siedler in Kansas City[1]
- John William Reid (1821–1881), Politiker, einer der Erbauer des modernen Kansas City
- Robert T. Van Horn (1824–1916), Politiker
- William Warner (1840–1916), Politiker
- John C. Tarsney (1845–1920), Politiker
- Charles G. Burton (1846–1926), Politiker
- Thomas Hackney (1861–1946), Politiker
- James A. Reed (1861–1944), Politiker, Bürgermeister von Kansas City
- Joe Shannon (1867–1943), Politiker
- Lyda Conley (≈1869–1946), Juristin
- Fredericka Douglass Sprague Perry (1872–1943), Hochschullehrerin, Philanthropin und Aktivistin
- Henry L. Jost (1873–1950), Politiker
- Mary Rockwell Hook (1877–1978), Architektin
- Winston Holmes (1879–1946), Country-Blues-Sänger sowie Musikpromoter und -produzent
- Harry S. Truman (1884–1972), Politiker (Demokratische Partei) und 33. Präsident der Vereinigten Staaten
- C. Jasper Bell (1885–1978), Politiker
- Joyce C. Hall (1891–1982), Unternehmer und Gründer von Hallmark Cards
- Rajarsi Janakananda (1892–1955), prominenter Geschäftsmann in Kansas City
- Lottie Beaman (1893/1900 – n. 1929), Bluessängerin und Musikerin
- Wiktor Łabuński (1895–1974), polnisch-amerikanischer Komponist, Pianist und Musikpädagoge
- George E. Lee (1896–1958), Bandleader, Sänger und Saxophonist
- Rudolf Seiden (1900–1965), österreichisch-amerikanischer Chemiker, Zionist und Publizist
- Julia Lee (1902–1958), bekannteste Jazz-, Blues- und Rhythm-and-Blues-Pianistin und -Sängerin aus Kansas City
- Woody Walder (1903–1978), Jazzmusiker
- Ewing M. Kauffman (1916–1993), Unternehmer und Philanthrop
- Eddie Baker (1927–2018), Jazzmusiker
- Carl DeLuna (1927–2008), Mobster der Cosa Nostra und Mafioso (Kansas City Crime Family)
- Frank Smith (1932–1999), Jazzpianist
- Emanuel Cleaver (* 1944), Politiker und Pastor der Evangelisch-methodistischen Kirche
- Walter White (1951–2019), American-Football-Spieler
- Claire McCaskill (* 1953), Senatorin
- Tom Curran (* 1956), britischer-amerikanischer Pathologe (UMKC)
- Bill Amend (* 1962), Comiczeichner
- Dayton Ward (* 1967), Science-Fiction-Schriftsteller
- Mike Colman (1968–1994), Eishockeyspieler
- Kei Kamara (* 1984), sierra-leonischer Fußballspieler, treffsicher in Kansas City
- Jovan Belcher (1987–2012), American-Football-Spieler